# Mars 1889

## Événements

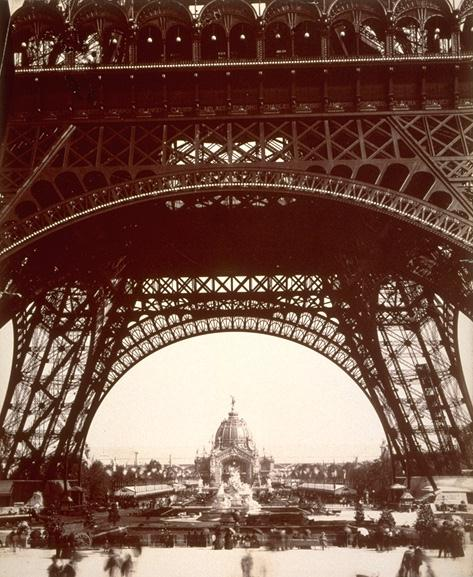
Vue d'ensemble de l'exposition de 1889

- 4 mars : début de la présidence républicaine de Benjamin Harrison aux États-Unis (fin en 1893).

- 6 mars : le roi de Serbie Milan Obrenović, mis en difficulté par les conservateurs pro-autrichiens et par les radicaux pro-russes, abdique en faveur de son fils Alexandre (12 ans), encadré par un conseil de régence.

- 9 mars : le négus d’Éthiopie Yohannès IV lance une grande offensive contre les mahdistes. Les Éthiopiens sont vainqueurs à Métemma sur 60 000 mahdistes.

- 10 mars : le négus d'Éthiopie Yohannès IV meurt des suites de ses blessures.

- 23 mars (Inde) : Mirza Ghulam Ahmad fonde le mouvement Ahmadiya, qui deviendra le principal promoteur de la renaissance islamique.

- 31 mars : exposition universelle à Paris France. Ouverture au public de la Tour métallique, construite par Gustave Eiffel, son inauguration officielle aura lieu le 6 mai. Elle devient alors le plus haut édifice au monde (303 m), pèse 10 100 tonnes et comporte 18 038 pièces métalliques réunies par 2 500 000 rivets. 1 665 marches conduisent au sommet. Œuvre maîtresse de l'exposition universelle, elle est aussi le premier monument du monde dont la visite est payante. Située à l'extrémité du Champ-de-Mars, en bordure de la Seine, elle va devenir le monument symbole de Paris et de la France aux yeux du monde.

## Naissances
- 7 mars : René Plaissetty, acteur, réalisateur et producteur de cinéma († 1955).
- 18 mars : Floris Jespers, peintre, graveur et sculpteur belge († 16 avril 1965).
- 29 mars : Pierre Vellones, peintre et compositeur français († 17 juillet 1939).

## Décès
- 14 mars : Enrico Tamberlick, 69 ans, chanteur d'opéra (ténor) italien. (° 16 mars 1820).
- 15 mars :
  - Auguste Anastasi, peintre français (° 15 novembre 1820).
  - Mathieu Leclercq, juriste et homme politique belge (° 17 janvier 1796).